# El Callejo (Cantabria)
El Callejo es una localidad del municipio de Laredo (Cantabria, España). En el año 2008 contaba con una población de 112 habitantes (INE). La localidad se encuentra a 38 metros de altitud sobre el nivel del mar, y a 2,2 kilómetros de la capital municipal, Laredo.
- Datos: Q5821135